# اینوویل
اینوویل (به لاتین: Inuvil) یک منطقهٔ مسکونی در سری‌لانکا است که در ناحیه جفنا واقع شده‌است.